# معمار حسن قمی
استاد حسن معمار قمی (زنده در دوران میانی عصر قاجار)، مناره‌ها و ایوان آئینه حرم مطهر حضرت معصومه (س) را ساخته است. پل علیخانی که در عصر قاجار (زمان حکومت علیخان ریش بلند در قم در عصر ناصری) به خاطر سیل خراب شد (قبل از ۱۳۰۴ هجری قمری)، همین استاد حسن معمار کار بازسازی اش را انجام داد. تیمچه بزرگ بازار قم، که امروزه از عناصر شاخص معماری سنتی قم به‌شمار می‌رود، کار اوست (احتمالا حوالی ۱۳۰۱ هجری قمری).
در گوشه جنوب غربی صحن اتابکی (صحن ایوان آئینه) در حرم حضرت معصومه (س) به خاک سپرده شد.

## فرزندان
مرحوم لرزاده سازنده مسجد اعظم، از دو تن از فرزندان استاد حسن معمار یاد کرده است: یکی استاد محمود قمی که چهار مقرنس زیر گنبد کاخ مرمر و سردر بیماستان نجمیه و زیرگنبد مسجد سپهسالار از آثار اوست و دیگری استاد اسماعیل قمی که گلدسته های حضرت عبدالعظیم و هشتی ورودی مسجد سپسالار از یادگاری های وی است.

## خصوصیات فردی
استاد حسن معمار بیش از هشتاد سال عمر کرد و دربارۀ خلق‌وخوی او گفته‌اند که مردی بود تا حدی شوخ و بذله‌گوی و بی‌نهایت فروتن و متواضع و بدون ادعا و تکبر؛ مخصوصاً در کارهای خود هیچ‌وقت توقع مزد سنگین نمی‌کرد و حب مال نداشت و فقط به‌ کار و هنر خود عشق می‌ورزید و به‌تمامِ معنی یک هنرمند واقعی بود.